# Grand Prix automobile de France 1972
Résultats du Grand Prix de France de Formule 1 1972 qui a eu lieu sur le circuit de Charade le 2 juillet.

## Classement
| Pos  | N° | Pilote               | Écurie         | Tours | Temps/Abandon            | Grille    | Points |
| ---- | -- | -------------------- | -------------- | ----- | ------------------------ | --------- | ------ |
| 1    | 4  | Jackie Stewart       | Tyrrell-Ford   | 38    | 1 h 52 min 21 s 5        | 3         | 9      |
| 2    | 1  | Emerson Fittipaldi   | Lotus-Ford     | 38    | +27 s 7                  | 8         | 6      |
| 3    | 9  | Chris Amon           | Matra          | 38    | +31 s 9                  | 1         | 4      |
| 4    | 7  | François Cevert      | Tyrrell-Ford   | 38    | +49 s 3                  | 7         | 3      |
| 5    | 12 | Ronnie Peterson      | March-Ford     | 38    | +56 s 8                  | 9         | 2      |
| 6    | 26 | Mike Hailwood        | Surtees-Ford   | 38    | + 1 min 36 s 1           | 10        | 1      |
| 7    | 2  | Denny Hulme          | McLaren-Ford   | 38    | + 1 min 48 s 1           | 2         |        |
| 8    | 19 | Wilson Fittipaldi    | Brabham-Ford   | 38    | + 2 min 25 s 1           | 14        |        |
| 9    | 11 | Brian Redman         | McLaren-Ford   | 38    | + 2 min 55 s 5           | 13        |        |
| 10   | 18 | Graham Hill          | Brabham-Ford   | 38    | + 2 min 59 s 5           | 20        |        |
| 11   | 3  | Jacky Ickx           | Ferrari        | 37    | + 1 tour                 | 4         |        |
| 12   | 20 | Carlos Reutemann     | Brabham-Ford   | 37    | + 1 tour                 | 17        |        |
| 13   | 30 | Nanni Galli          | Ferrari        | 37    | + 1 tour                 | 19        |        |
| 14   | 28 | Andrea de Adamich    | Surtees-Ford   | 37    | + 1 tour                 | 12        |        |
| 15   | 5  | Jean-Pierre Beltoise | BRM            | 37    | + 1 tour                 | 24        |        |
| 16   | 10 | Rolf Stommelen       | Eifelland-Ford | 37    | + 1 tour                 | 15        |        |
| 17   | 27 | Tim Schenken         | Surtees-Ford   | 36    | + 2 tours                | 5         |        |
| 18   | 6  | David Walker         | Lotus-Ford     | 34    | Arbre de transmission    | 22        |        |
| 19   | 15 | Mike Beuttler        | March-Ford     | 33    | Panne d'essence          | 23        |        |
| Nc   | 8  | Patrick Depailler    | Tyrrell-Ford   | 33    | Non classé               | 16        |        |
| Abd. | 24 | Reine Wisell         | BRM            | 25    | Boîte de vitesses        | 18        |        |
| Abd. | 17 | Carlos Pace          | March-Ford     | 18    | Moteur                   | 11        |        |
| Abd. | 25 | Helmut Marko         | BRM            | 8     | Blessure à l'œil         | 6         |        |
| Abd. | 14 | Niki Lauda           | March-Ford     | 4     | Arbre de transmission    | 21        |        |
| Np.  | 16 | Henri Pescarolo      | March-Ford     | -     | accidenté aux essais     | 12e temps |        |
| Np.  | 23 | Howden Ganley        | BRM            | -     | voiture cédée à Beltoise | 21e temps |        |
| Np.  | 22 | Peter Gethin         | BRM            | -     | accidenté aux essais     | 22e temps |        |
| Np.  | 21 | Derek Bell           | Tecno          | -     | châssis fissuré          | 27e temps |        |
| Nq.  | 29 | Dave Charlton        | Lotus-Ford     |       | Non qualifié             |           |        |

- Pour la course, Jean-Pierre Beltoise a utilisé la voiture d'Howden Ganley, portant le numéro 5T[1].

Légende :
- Abd. = Abandon
- Np. = Non partant
- Nq. = Non qualifié

## Pole position et record du tour
- Pole position : Chris Amon en 2 min 53 s 4 (vitesse moyenne : 167,232 km/h).
- Tour le plus rapide : Chris Amon en 2 min 53 s 9 au 32e tour (vitesse moyenne : 166,751 km/h).

## Tours en tête
- Chris Amon : 19 (1-19)
- Jackie Stewart : 19 (20-38)

## À noter
- 20e victoire pour Jackie Stewart.

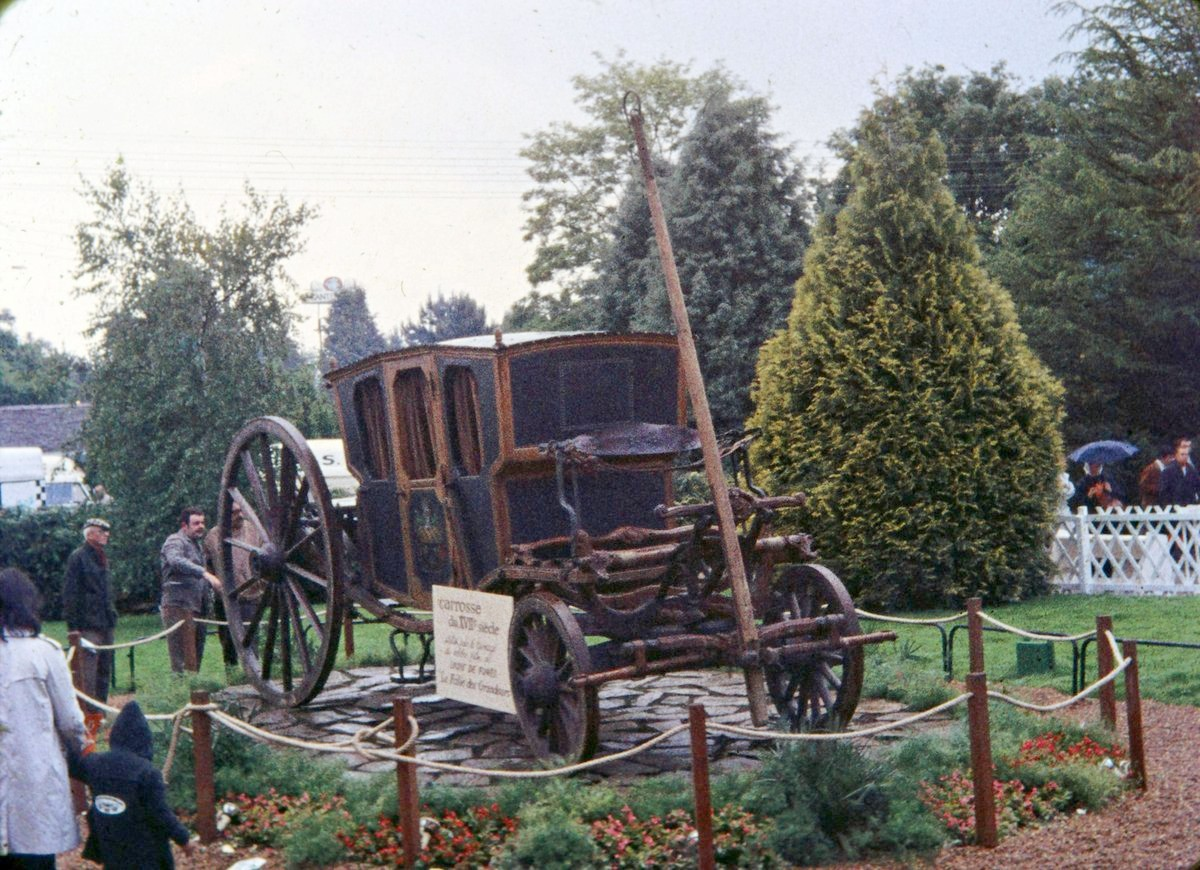
Le carrosse du film La Folie des grandeurs (1971), exposé aux abords du circuit de Charade, lors du Grand Prix.

- 9e victoire pour Tyrrell en tant que constructeur.
- 46e victoire pour Ford Cosworth en tant que motoriste.
- Helmut Marko, à la suite de la projection d'une pierre, perd son œil gauche et met fin à sa carrière de pilote.